# Corioretinite

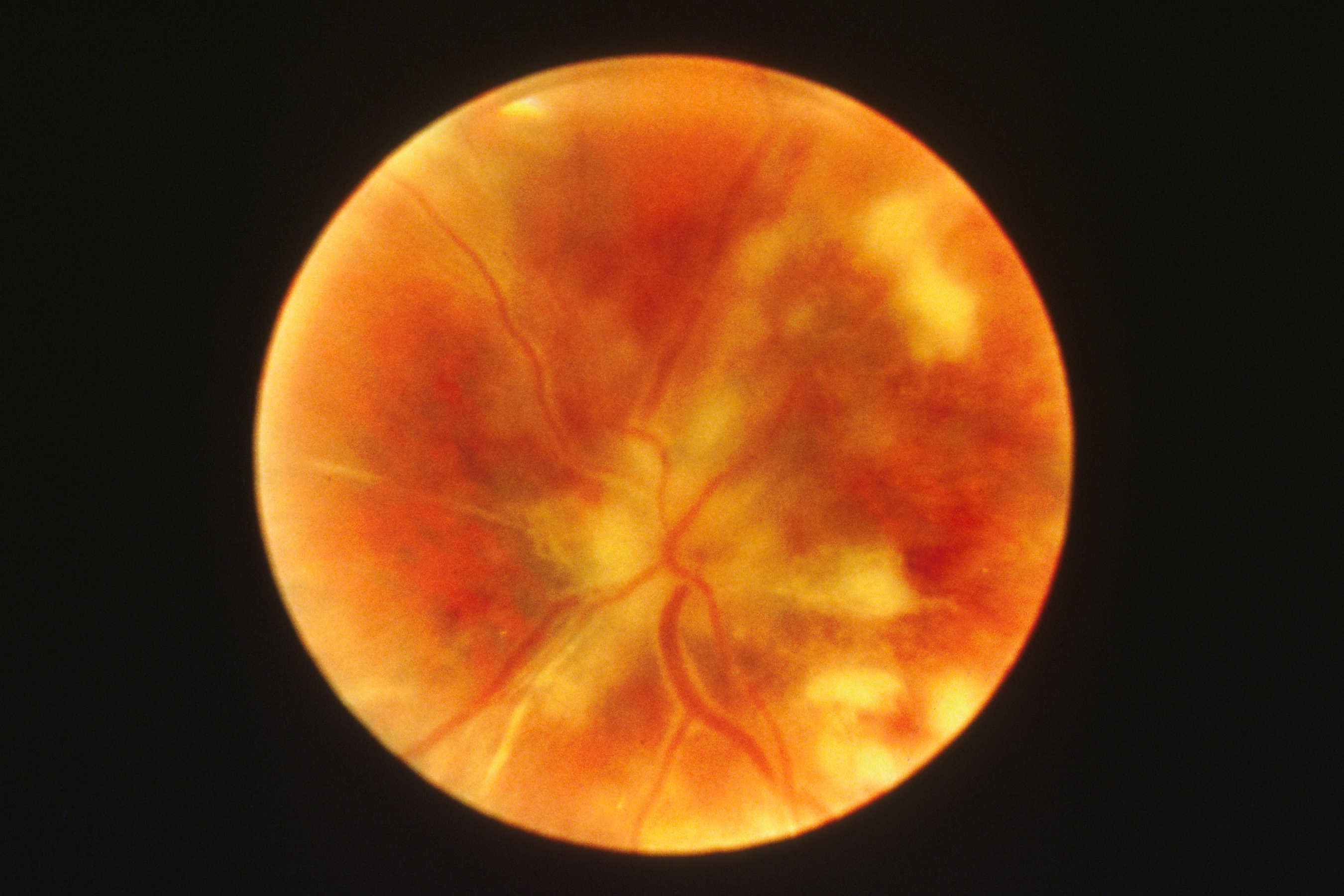
Fotografia tirada do fundo do olho de um paciente com AIDS com coriorretinite, que é uma inflamação da retina e coróide (camada vascular pigmentada fina do olho).

Corioretinite é o termo médico para uma inflamação da retina e da coróide. O curso da doença pode se desenvolver de quase nenhum desenvolvimento da doença até a completa cegueira através da degeneração da retina.
A doença surge frequentemente através de infecção geral induzida, como por exemplo por toxoplasmose ou também por tuberculose e sífilis tardia. Raramente são causadas por infecções bacterianas espalhadas. Pacientes com AIDS ou imunosuprimidos geralmente têm corioretinite causadas por citomegalovírus. Pode ser causado também pelo Arenavirus causador da coriomeningite linfocitária, transmitida por secreções dos ratos e camundongos.